# Fissidens andicola
Fissidens andicola là một loài Rêu trong họ Fissidentaceae. Loài này được (Herzog) Brugg.-Nann. mô tả khoa học đầu tiên năm 1988.